# Circuito de Ain-Diab
O Circuito de Ain-Diab foi um circuito de rua de Fórmula 1 em 1958, ao sudoeste de Ain-Diab, na cidade de Casablanca, Marrocos. O circuito tinha 7,618 km (4,734 milhas)

## Vencedores
O fundo rosa indica que a prova não fez parte do Mundial de Fórmula 1.
| Ano  | Data          | Vencedor      | Equipe   | Resumo   |
| ---- | ------------- | ------------- | -------- | -------- |
| 1957 | 27 de outubro | Jean Behra    | Maserati | Detalhes |
| 1958 | 19 de outubro | Stirling Moss | Vanwall  | Detalhes |